# 血黑質
血黑質，又稱高铁血红素、正鐵血紅素，為一種含鐵卟啉，由一顆三價鐵離子和原紫質IX所構成，並有一氢氧根與中心鐵離子形成配位鍵。血黑質的顏色呈深褐色，源自於氧化的血基質。
血黑質可以抑制卟啉的合成，並促進珠蛋白合成。